# بخش چستر (شهرستان میگس، اوهایو)
بخش چستر (به انگلیسی: Chester Township) یک منطقهٔ مسکونی در ایالات متحده آمریکا است که در شهرستان میگس، اوهایو واقع شده‌است.
 بخش چستر ۱۱۷٫۹ کیلومتر مربع مساحت و ۲٬۳۳۲ نفر جمعیت دارد و ۱۸۸ متر بالاتر از سطح دریا واقع شده‌است.